# Dreifaltigkeitskirche (Weißenbrunn vorm Wald)

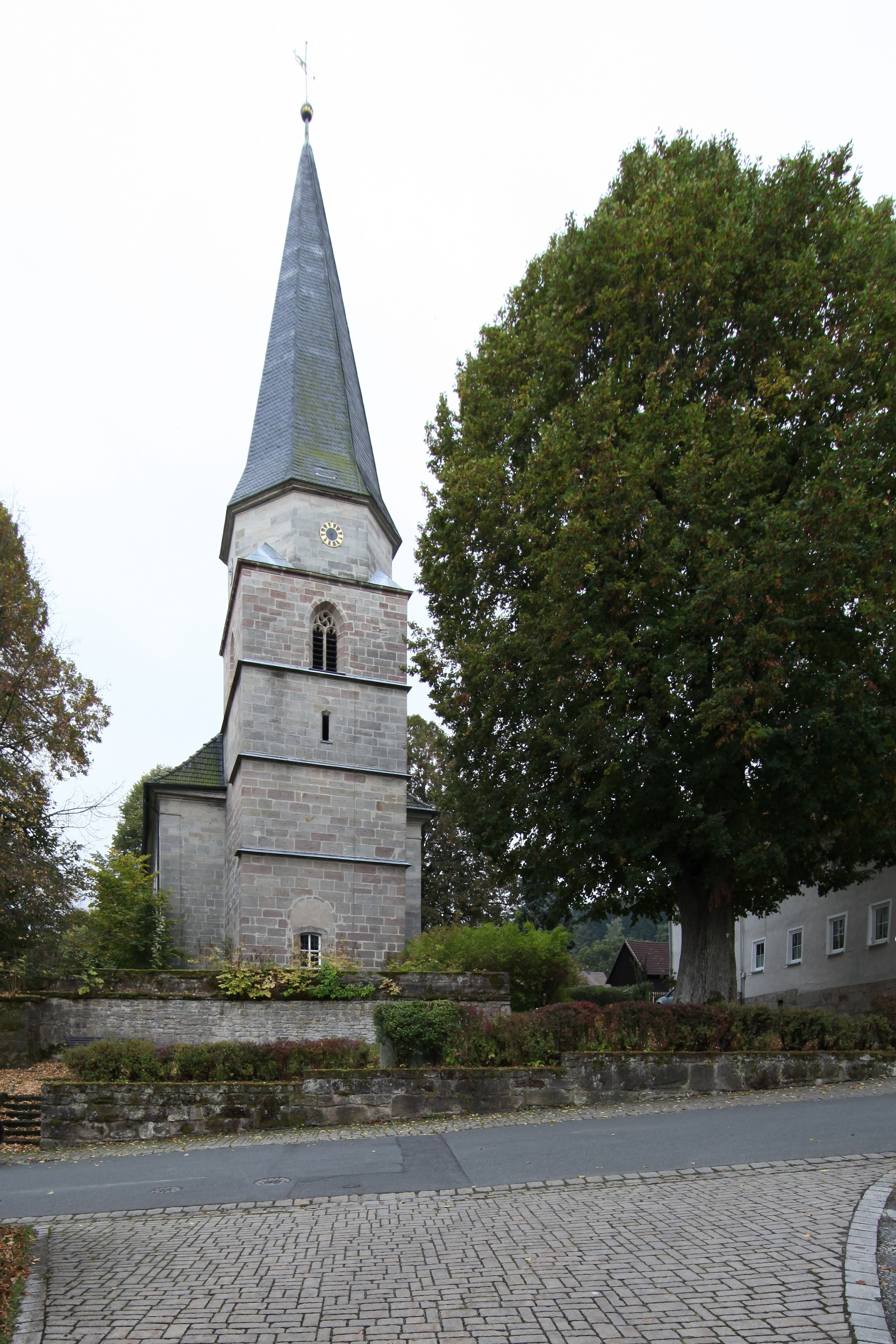
Dreifaltigkeitskirche in Weißenbrunn vorm Wald

Die evangelisch-lutherische Dreifaltigkeitskirche im oberfränkischen Weißenbrunn vorm Wald, einem Gemeindeteil von Rödental im Landkreis Coburg, stammt in ihrer heutigen Gestalt aus dem Jahr 1754.

## Geschichte
Eine erste Kirche in Weißenbrunn, vermutlich eine Burgkapelle, wird auf das Jahr 1264 datiert. 1270 wurde erstmals ein Pfarrer erwähnt. Das Gotteshaus war anfangs eine Eigenkirche der Grafen von Wildberg. 1285 erhielt das Kloster Sonnefeld das Patronatsrecht. Ein Nachfolgebau wurde wohl gemäß der in einem Pfeiler vorhandenen Jahreszahl 1483 errichtet. Der westlich angeordnete Turm folgte 1508.
Im Jahr 1634 wurde das Gotteshaus wie das ganze Dorf im Dreißigjährigen Krieg von Truppen des Generals Guillaume de Lamboy niedergebrannt. Die Schäden an dem Kirchengebäude wurden wohl notdürftig behoben. 1714 beschloss die Gemeinde einen Neubau. In den Jahren 1752 bis 1754 ließ sie schließlich mit Unterstützung durch Herzog Franz Josias einen Neubau südlich des erhaltenen Turmes nach Plänen des Coburger Hofmaurermeisters Brückner errichten. Brückner hatte zehn Jahre zuvor die ähnlich gestaltete Trinitatiskirche in Unterlauter entworfen. Beim Bau des Langhauses musste für die Südseite mit dem Haupteingang die Kirchhofmauer um ein geringes Maß versetzt werden. Der Neubau kostete 4400 Gulden. 1866 folgte die Erhöhung des Kirchturms durch ein Achteckgeschoss und einen Spitzhelm.
In den Jahren 1977/8 wurde die Kirche renoviert.

## Beschreibung

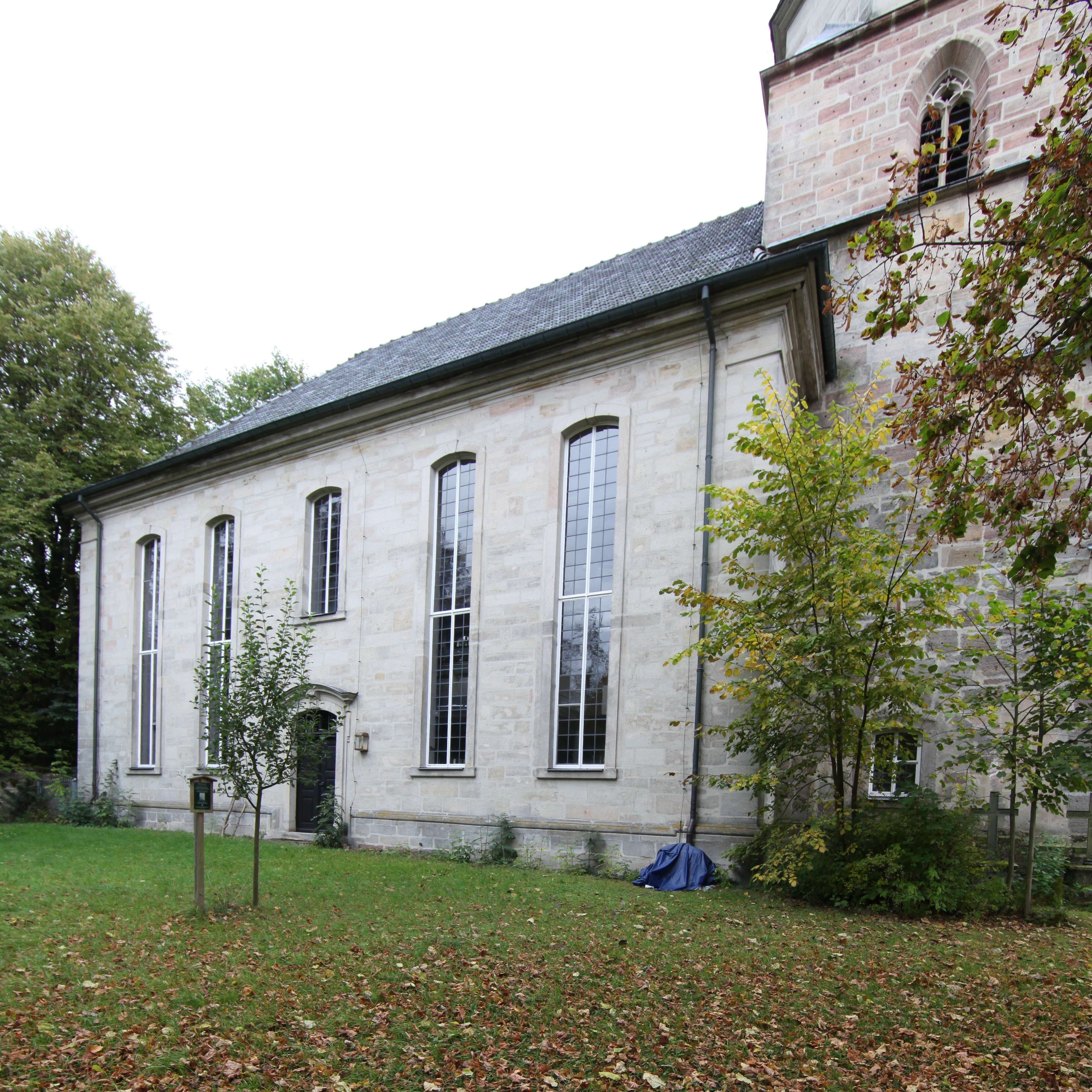
Ostfassade

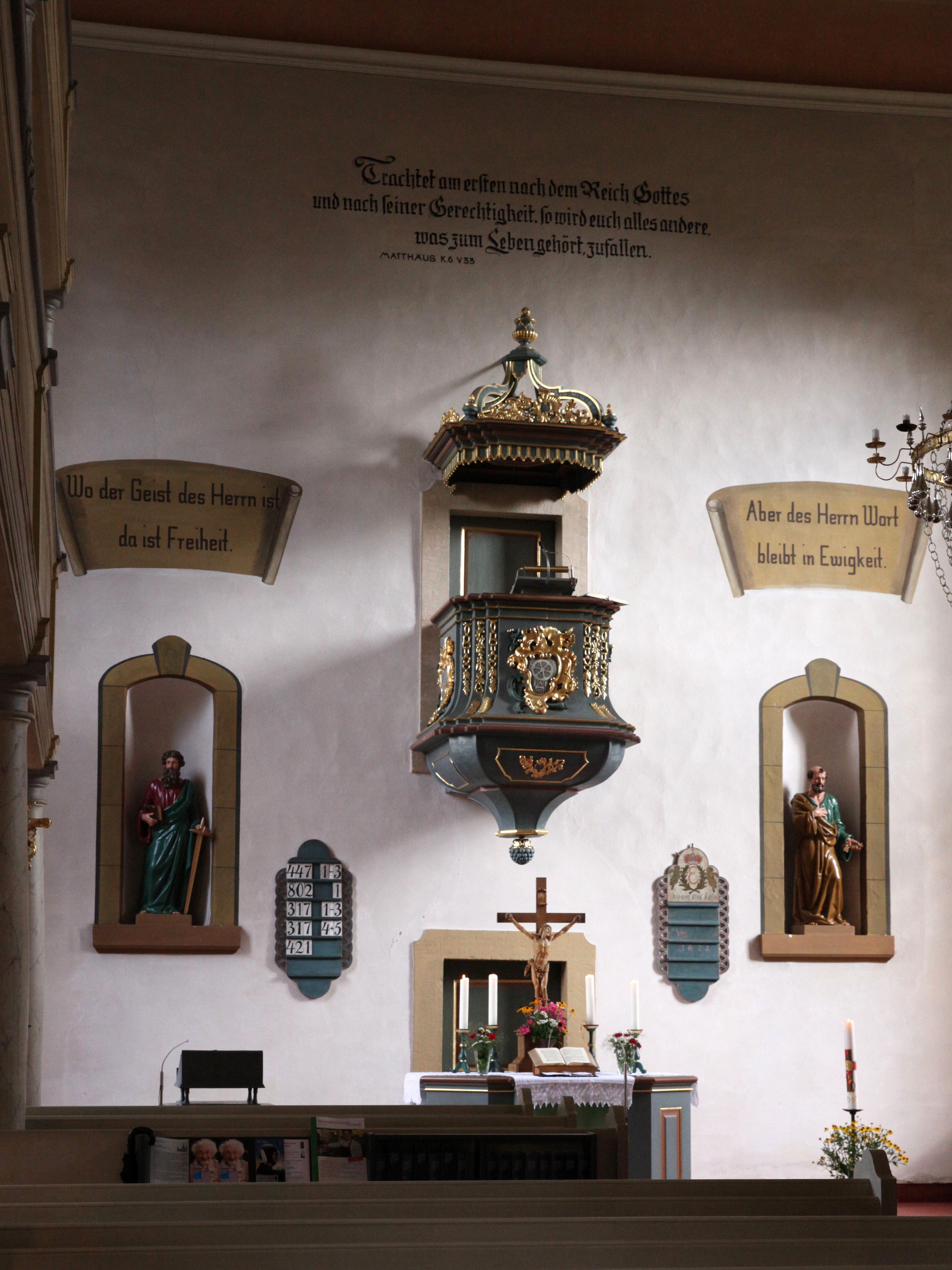
Kanzel

Die in Nord-Süd-Richtung angeordnete Pfarrkirche steht in der Dorfmitte auf einem kleinen Hügel und ist an drei Seiten von einer Kirchhofmauer mit einem großen Tor umgeben. Der Innenraum des 19,5 Meter langen und 10,9 Meter breiten Langhauses der in Anlehnung an den Markgrafenstil gebauten Saalkirche hat 400 Plätze und wird von einer Flachdecke überspannt. Er wird geprägt von dem Kanzelaltar vor der Turmwand und zweigeschossigen, umlaufenden Emporen auf Holzsäulen. Beidseitig der Kanzel befinden sich seit 1900 in Nischen links und rechts zwei farbige Gipsfiguren der Apostel Petrus und Paulus. Die Decken und Emporen sind farblich gefasst.
Die Fassade des Langhauses hat 3:5 Fensterachsen. Die langen, regelmäßig angeordneten Fenster und die an den drei Seiten in der Mitte unter den kürzeren Fenstern befindlichen Türen sind flachbogig und haben einen vortretenden Schlussstein. Über der westlichen Tür ist eine Tafel mit lateinischer, auf den Bau von 1753 und 1754 bezogene Inschrift eingelassen. Die Tür der Südseite ist von ionischen Pilastern eingerahmt, die mit einer Mittelkonsole zusammen ein verkröpftes Gebälk tragen. Darüber befindet sich ein gebrochener Flachbogengiebel, der schräg gestellte Schilder mit dem Namenszug des Herzogs Franz Josias und dem Rautenkranzwappen sowie eine Krone über den Schildern umschließt. Zusätzlich gliedern ein Sockelgesims und dorische Pilaster an den Gebäudeecken den Quaderbau.
Den spätmittelalterlichen Turm teilen drei Zwischengesimse und ein oberes Abschlussgesims in vier Geschosse. Das 4,2 Meter lange und 4,1 Meter breite Sockelgeschoss überspannt eine Flachdecke. Der Raum ist durch eine Wand in die Sakristei und einen Treppenraum geteilt. Die Ostseite des Sockelgeschosses hat eine zugemauerte Spitzbogenöffnung mit einem flachbogigen Fenster. Abgebrochene Zwischengesimse sind wohl die Spuren eines steilen Daches eines früheren Anbaus.
An der Westseite befindet sich eine rechteckige Tür in einer früher spitzbogigen Wandöffnung. Darüber ist eine Tafel mit einer Bauinschrift angebracht, geschützt von einer kleinen Einfassungsprofilierung, gefolgt von einem kleinen Flachbogenfenster und Lichtspalten in den nächsten beiden Geschossen. An der Nordseite ist unten ein Flachbogenfenster in einem früheren Rundbogen und im 3. Obergeschoss ein Lichtspalt mit Schweifbogen angeordnet.
Im vierten Obergeschoss sind vor der Glockenstube an drei Seiten große zweiteilige Spitzbogenfenster mit Maßwerk vorhanden. Den bauzeitlich jüngeren oberen Abschluss bildet ein achteckiger, fensterloser Aufsatz, gefolgt von einem spitzen Achteckhelm.

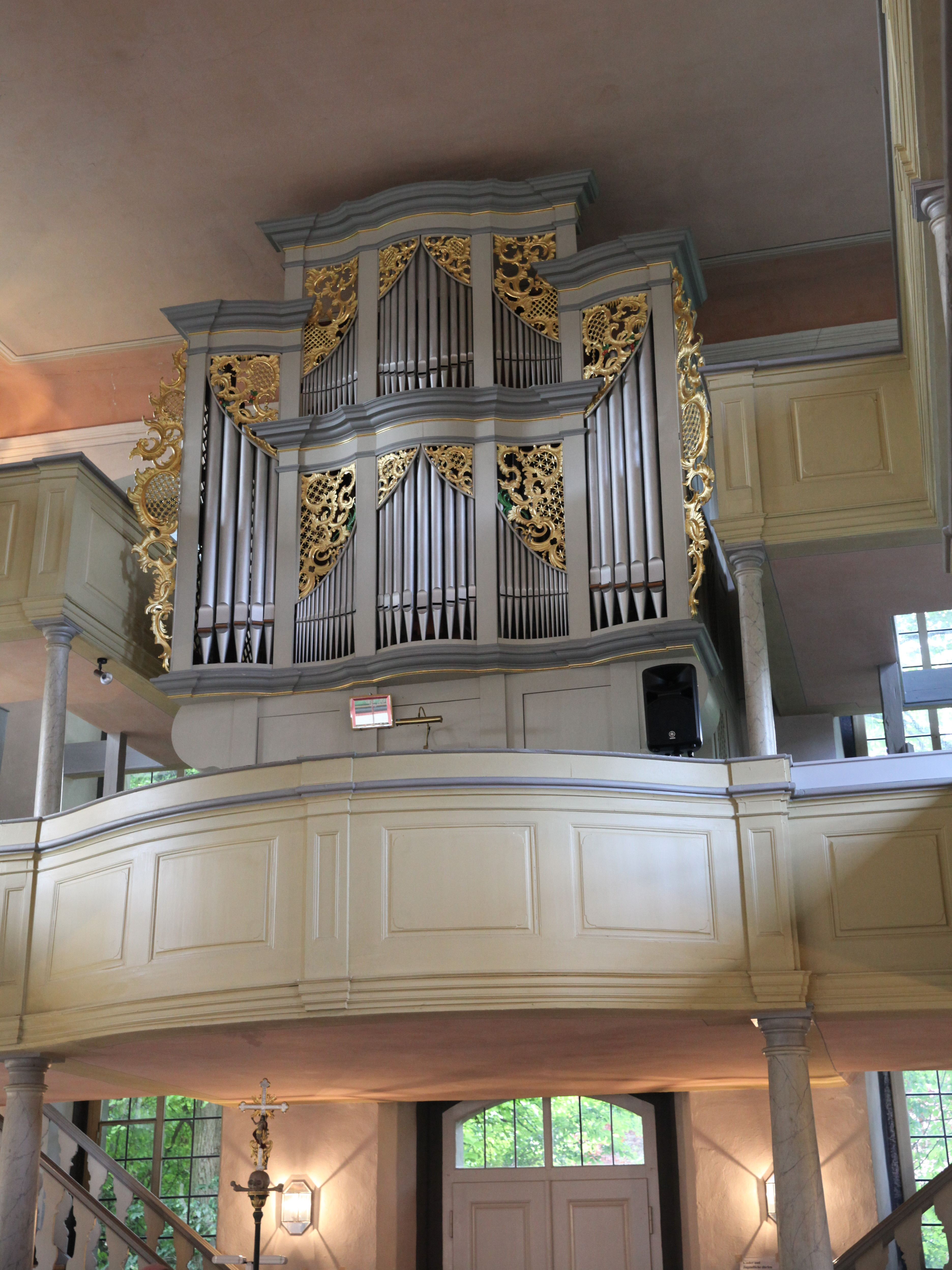
Orgel

## Orgel
Im Jahr 1679 wurde nach dem Umbau der Empore ein Positiv aufgestellt. 1709 errichtete der Coburger Orgelbauer Johann Albrecht für 200 Gulden eine neue Orgel. 1758/59 baute der Coburger Orgelbauer Wolfgang Daum in dem neuen Langhaus auf der unteren Empore eine Orgel mit 19 Registern auf zwei Manualen und Pedal. Für 1798 und 1822 sind Reparaturen belegt. 1824 führte Friedrich Wilhelm Holland aus Schmiedefeld am Rennsteig eine umfangreiche Hauptreparatur für etwa 500 Gulden aus. 1912 stellte Steinmeyer aus Oettingen ein neues Werk mit 19 Registern auf zwei Manualen und Pedal auf.
Der fünfteilige Orgelprospekt hat einen doppelgeschossigen Mittelabschnitt, der von vorgezogenen Pedaltürmen eingerahmt ist. Das ursprüngliche Orgelgehäuse und der Prospekt von 1759 wurden beim Umbau 1912 verändert und neu gestaltet. Der Spielschrank wurde durch einen ausgebauten pneumatischen Spieltisch ersetzt. Leicht geschnitzter Muscheldekor mit vergoldetem Gitterwerk bildet die Schleier und Ohren.

## Gemeinde
Der Kirchensprengel umfasst außer Weißenbrunn auch die Nachbarorte Fischbach, Fornbach, Mittelberg, Schönstädt und Waltersdorf. Außerdem gehörten die thüringischen Dörfer Almerswind, Emstadt, Roth und Truckendorf dazu. Aufgrund der innerdeutschen Grenze wurden diese nach 1945 nach Schalkau ausgepfarrt. Außerdem gehörte Neukirchen von 1754 bis 1948 zur Pfarrei.